# Adrian Littlejohn
Adrian Sylvester Littlejohn (Wolverhampton, 26 settembre 1970) è un ex calciatore inglese, di ruolo centrocampista o attaccante.

## Carriera

### Club
Dopo aver giocato nelle giovanili del West Bromwich esordisce tra i professionisti nella stagione 1989-1990 all'età di 19 anni con il Walsall, club della terza divisione inglese, con cui gioca 11 partite e retrocede in quarta divisione, categoria nella quale l'anno seguente viene impiegato con maggior frequenza (33 presenze ed una rete). Nell'estate del 1991 viene tesserato dallo Sheffield Utd, club di prima divisione, con cui nella stagione 1991-1992 gioca 7 partite di campionato. Nella stagione 1992-1993, la prima della neonata Premier League, vive la sua migliore annata in carriera: gioca infatti 27 partite in prima divisione, mettendo anche a segno 8 reti. Gioca in massima serie anche nella stagione 1993-1994, conclusa però con una retrocessione in seconda divisione delle Blades, e nella quale Littlejohn va in rete per 3 volte in 19 partite. Nella stagione 1994-1995 gioca quindi in seconda divisione, venendo però impiegato in modo sporadico (16 presenze ed una rete).
Nel settembre del 1995 viene ceduto per 100000 sterline al Plymouth, club di quarta divisione: qui, con 17 reti in 42 presenze, è il miglior marcatore stagionale del club e fornisce un contributo importante alla promozione in terza divisione, categoria nella quale nel biennio successivo totalizza complessivamente 68 presenze e 12 reti; nel marzo del 1998 passa all'Oldham Athletic, altro club di terza divisione, dove rimane fino all'ottobre dello stesso anno quando, dopo 5 reti in 21 presenze, passa per 75000 sterline al Bury, dove realizza una rete in 20 presenze in seconda divisione. Rimane nel club anche nelle stagioni 1999-2000 e 2000-2001, trascorse in terza divisione dopo la retrocessione della stagione 1998-1999: in questo biennio mette a segno in totale 13 reti in 79 presenze. Nell'ottobre del 2001, dopo un breve periodo in cui era rimasto svincolato, si aggrega allo Sheffield United, inizialmente in prova e poi con un vero e proprio contratto: la sua seconda esperienza nel club non è però positiva come la precedente, dal momento che pur restando in rosa fino al gennaio del 2003 gioca in totale solamente 3 partite di campionato, tutte in seconda divisione. Rimasto nuovamente svincolato, si accasa al Port Vale: con i Valiants gioca per una stagione e mezzo in terza divisione, per complessive 49 presenze e 10 reti in partite di campionato. Nell'estate del 2004 passa poi al Lincoln City, in quarta divisione; nel gennaio del 2005 dopo sole 8 presenze rescinde il suo contratto con gli Imps e subito dopo si accorda per un contratto fino a fine stagione con i Rushden & Diamonds, altro club di quarta divisione, con cui gioca 15 partite di campionato. L'anno seguente gioca per alcuni mesi al Mansfield Town, totalizzando ulteriori 7 presenze in quarta divisione. Si ritira poi definitivamente nel 2008, dopo alcune parentesi in vari club semiprofessionistici, nei quali comunque non gioca mai con continuità.
In carriera ha totalizzato complessivamente 425 presenze e 71 reti nei campionati della Football League.

### Nazionale
Tra il 1986 ed il 1987 ha giocato complessivamente 6 partite nella nazionale inglese Under-16; in particolare, nel 1986 ha giocato contro i pari età di Camerun, Belgio, Francia (2 volte) e Germania Ovest, mentre nel 1987 contro la Norvegia.